# Telluride (Colorado)
Telluride ist eine Town und County Seat des San Miguel County im Südwesten des US-Bundesstaates Colorado. Das U.S. Census Bureau hat bei der Volkszählung 2020 eine Einwohnerzahl von 2.607 ermittelt.
Die Gemeinde liegt am San Miguel River in einem Trogtal. Eine Gondelbahn verbindet Telluride mit Mountain Village. Telluride liegt auf 2667 m über dem Meeresspiegel.

## Geschichte
Die Umgebung um Telluride wurde zuerst von Ute-Indianern bewohnt. 1858 wurde in Telluride Gold entdeckt. Im Jahr 1878 wurde Telluride unter dem Namen Columbia gegründet. 1887 wurde der Ort von der Post in Telluride umbenannt, um es nicht mit Columbia, Kalifornien, zu verwechseln. Die Herkunft des Namens Telluride ist nicht abschließend geklärt. Er ist wahrscheinlich von Goldtelluriden abgeleitet, einer Mineraliengruppe, die nach dem Element Tellur benannt und typisch für vulkanische Goldlagerstätten ist. Allerdings fehlen sie in der Umgebung von Telluride fast komplett. Eine einzige jemals untersuchte Gesteinsprobe aus der Region war wahrscheinlich Calaverit, eines der Goldtelluride.
Es heißt auch, der Name sei eine Veränderung des Satzes „To hell you ride!“ in Anspielung auf das harte Klima und die steilen Berge.
Robert Leroy Parker alias Butch Cassidy überfiel am 24. Juni 1889 die San Miguel Valley Bank in Telluride. Er erbeutete mit seiner Bande etwa 24.000 US-Dollar. Dies war Butch Cassidys erstes schriftlich belegtes Verbrechen.
Der Stadtkern von Telluride erhielt am 4. Juli 1961 als Historic District den Status einer National Historic Landmark. Im Oktober 1966 wurde der Telluride Historic District in das National Register of Historic Places aufgenommen. Heute haben viele prominente Amerikaner in der Umgebung von Telluride luxuriöse Anwesen. Dazu zählen Talkshow-Moderatorin Oprah Winfrey, Tom Cruise, Mitglieder des Disney-Clans sowie Modedesigner Ralph Lauren.

## Tourismus
Telluride ist vor allem für den Wintertourismus bekannt. Das Skigebiet Telluride/Mountain Village besitzt 14 Pisten der Kategorie „Doppelt-Schwarz“, welche es in Europa nicht gibt.
Im Sommer jeden Jahres profiliert sich Telluride mit verschiedenen Festivals und Events. National bekannt sind unter anderem das Telluride Bluegrass Festival sowie die Filmfestivals Telluride Film Festival und Mountainfilm in Telluride.

## Telluride in den Medien
- Der erstmals am 24. Mai 2008 im BR Fernsehen ausgestrahlte Dokumentarfilm Ticket nach Telluride berichtet über das Leben von drei deutschen Frauen, die nach Telluride ausgewandert sind.
- Der Country-Rocksong Telluride des US-amerikanischen Sängers Tim McGraw ist in der Stadt zur Winterzeit angesiedelt. Schwerpunkt des Liedes sind die unvergessenen Erinnerungen der Hauptfigur, die in direktem Bezug zur einzigartigen und überwiegend rustikalen (Winter-)Landschaft von Telluride stehen.
- Die Gegend um Telluride, die Gemeinde selbst, sowie einige historische Figuren Tellurides werden in Thomas Pynchons Roman Gegen den Tag beschrieben.
- Im 2013 erschienenen Spiel Tomb Raider wird Telluride in einer Cut-Szene erwähnt, da dort die Premiere eines Dokumentarfilms stattfinden soll, den Lara Croft und andere ursprünglich drehen wollen.
- Der Film The Hateful Eight wurde von Januar bis März 2015 in Telluride gedreht.
- In der erfolgreichen Serie Sex and the City wird in Staffel 2, Folge 6 Telluride erwähnt.
- Die vierte Geschichte „All Gold Canyon“ des Films The Ballad of Buster Scruggs mit Tom Waits wurde in Telluride gedreht.

## Persönlichkeiten
- Der Freestyle-Skier Gus Kenworthy (* 1991) ist in Telluride aufgewachsen.
- Keaton McCargo (* 1995), Freestyle-Skierin; geboren in Telluride
- Max Walker-Silverman (* ??), Filmregisseur und Drehbuchautor
- Hilaree Nelson (1973–2022), Skibergsteigerin, lebte im Ort
- Charlotte Fox (1957–2018), Bergsteigerin
- Clive Cussler (1931–2020), Schriftsteller